# Vitmossmyra
Vitmossmyra (Formica picea) är en myrart. Vitmossmyra ingår i släktet Formica, och familjen myror. Arten är reproducerande i Sverige.

## Bildgalleri

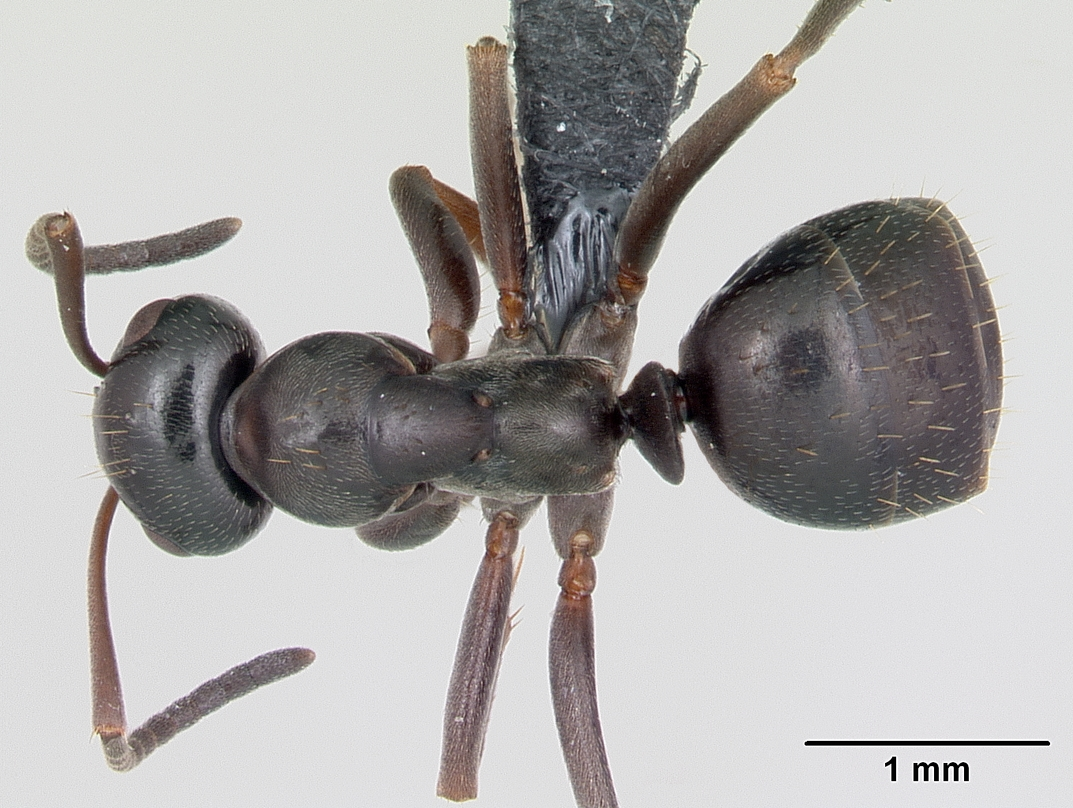
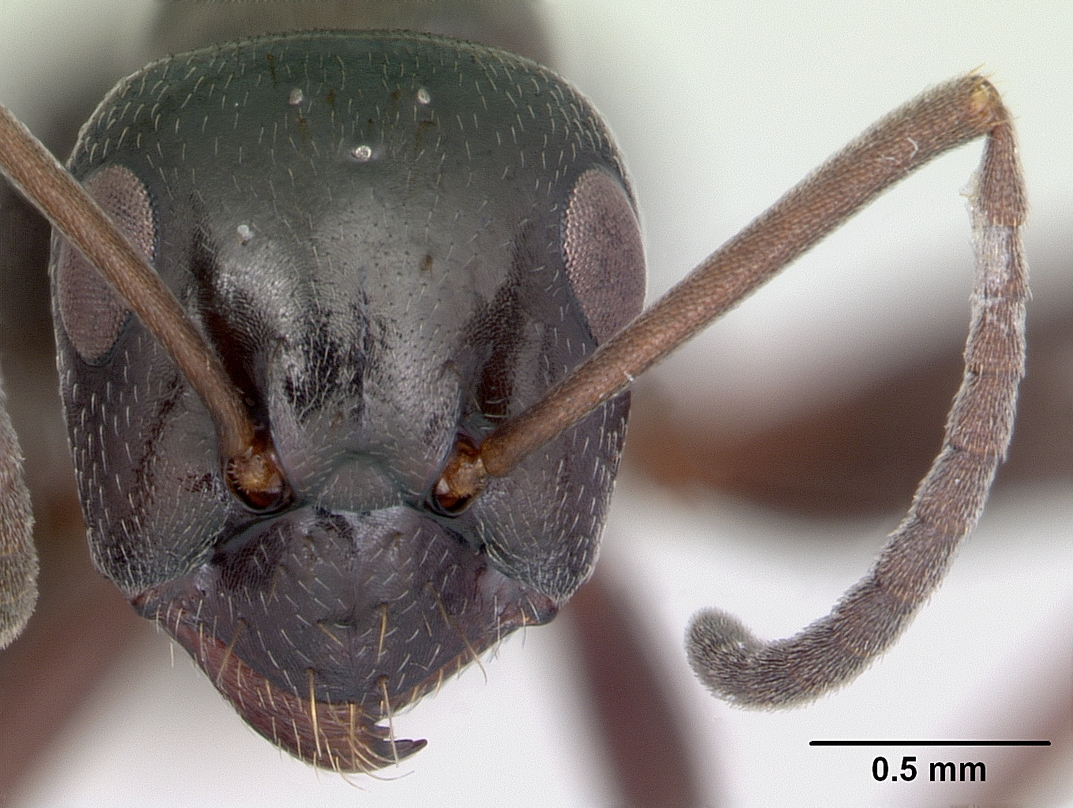
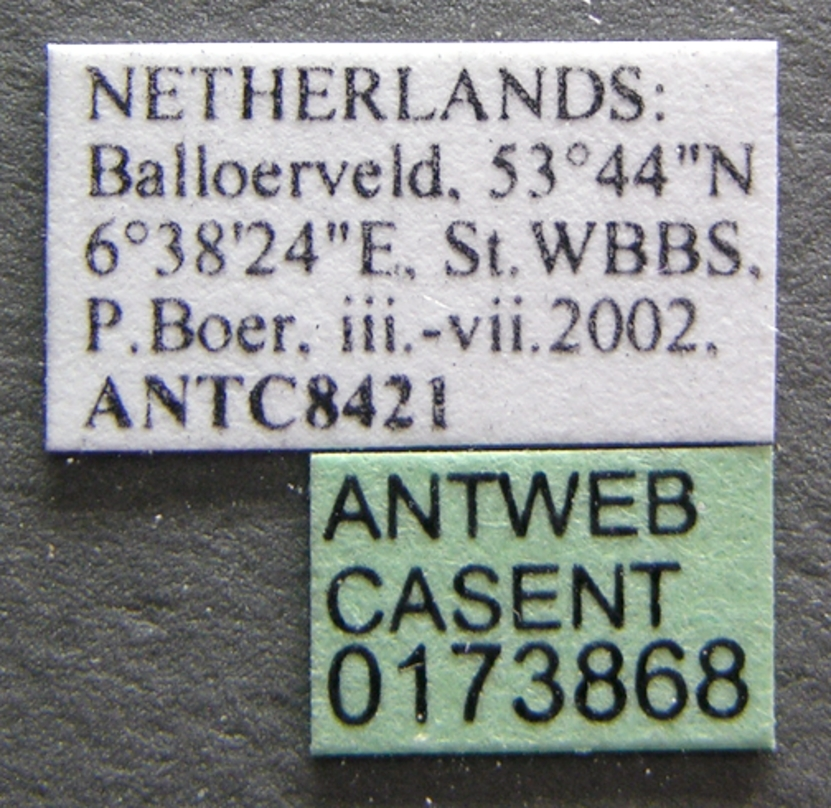
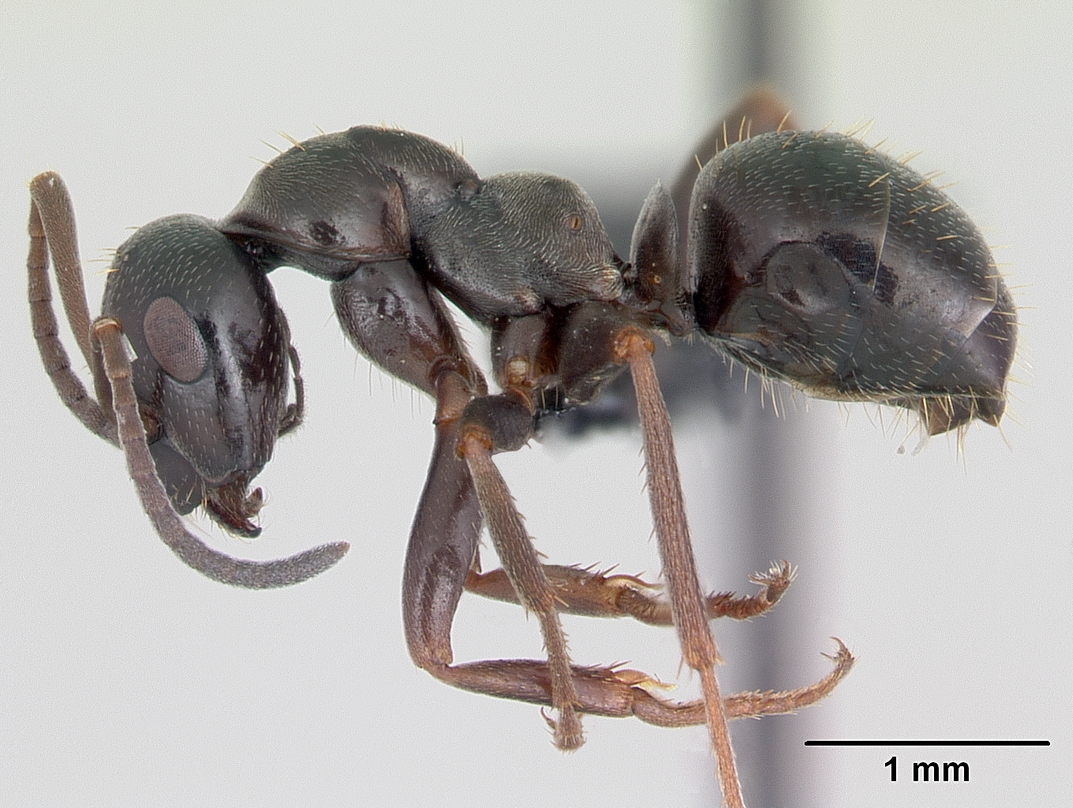